# FastStone Image Viewer
FastStone Image Viewer ist ein für private Anwender sowie Bildungseinrichtungen kostenloses Programm zur Betrachtung, Bearbeitung und Verwaltung von Bildern vieler verbreiteter Formate. Darüber hinaus können auch Videodateien zusammen mit den Bildern verwaltet und abgespielt, jedoch nicht bearbeitet werden.

Es wird wegen seiner Benutzerfreundlichkeit beim Betrachten und effizienten Durchführen von einfachen Bildbearbeitungsfunktionen geschätzt.
Ein vergleichbares Programm (auch) für Linux-basierte Betriebssysteme ist XnViewMP.

## Funktionen und Benutzeroberfläche
Die Oberfläche nutzt im Vollbildmodus die gesamte Bildschirmfläche und wird nicht durch Menüleisten überdeckt. Erst wenn man den Mauszeiger an eine der vier Bildschirmkanten bewegt, erscheinen die entsprechenden Menüs, die Bearbeitungs- und Organisationsfunktionen anbieten.
Im Hauptfenster des Programmes ist ein Dateibrowser enthalten, mit dessen Hilfe die Ordner mit digitalen Bildern auf dem Datenträger ausgewählt werden können. Das Programm erzeugt nach dem Öffnen eines Ordners eine Ansicht mit Miniaturbildern, die in einer internen Datenbank gespeichert werden und somit den nächsten Zugriff auf diesen Ordner beschleunigen.
FastStone Image Viewer unterstützt neben den gebräuchlichsten Bildformaten JPG, BMP, GIF, PNG, TIFF, PCX, TGA, JPEG2000, PSD, WMF, CUR und ICO auch die RAW- und Spezialformate verschiedener Hersteller wie Canon, Nikon, Olympus, Fuji, Adobe, Minolta, Pentax, Panasonic und Sony.
Allerdings unterstützt es bis jetzt keinen Unicode.
Beim Abspeichern von Bildern in einem verlustbehafteten Dateiformat (z. B. JPG) kann der Einfluss des Kompressionsgrads auf die Bildqualität kontrolliert werden.
Ein Klick auf eine der Miniaturansichten zeigt ein vergrößertes Bild an, mit einem Doppelklick wird der Vollbild- und damit gleichzeitig auch der Bearbeitungsbildschirm geöffnet.
Das Programm kennt die windowsüblichen Tastenkombinationen sowie zur schnellen Bedienung viele zusätzliche Funktionstasten und kann komfortabel über Kontext- und die oben erwähnten ausklappbaren Seitenmenüs bedient werden.

## Entwicklung und Versionshistorie
Seit Version 2.50 sind auch Texteinfügungen, Freihandzeichnen, Zeichnen von geometrischen Elementen sowie das Einfügen von Wasserzeichen möglich, Bilder können für die Stapelverarbeitung markiert werden.
Im Stapelbetrieb können die Bilder gelöscht, verschoben, kopiert, konvertiert, umbenannt und umgewandelt werden. Ebenso kann man Bilder drucken, mit Wasserzeichen versehen oder zwei bis vier Bilder in einer vergrößerten Darstellung miteinander vergleichen.
Das Programm unterstützt auch TWAIN-kompatible Scanner und gestattet somit die direkte Einfügung und Bearbeitung gescannter Bilder.
Exif-Informationen können aus jeder Ansicht heraus aufgerufen werden, inklusive eventueller GPS-Daten. Dort ist es auch möglich, Kommentare in JPEG-Dateien einzufügen.
Aus dem Programm heraus können externe Bildbearbeitungsprogramme gestartet werden, die eine weitergehende Bearbeitung ermöglichen.
Die Bilder eines Ordners können in einer Diaschau mit vielfältigen Konfigurationsmöglichkeiten, wahlweise auch mit Hintergrundmusik, abgespielt werden.
Kurze Zeit war Version 2.70 des Image Viewers als Standard- und als kostenpflichtige „Pro“-Version erhältlich. Seit Version 2.8 existiert vom FastStone Image Viewer wieder nur eine Version, die für private Nutzung kostenlos ist.
Mit Version 3.0 wurde der Viewer Vista-kompatibel. Weitere Neuerungen sind die Möglichkeiten zum Abspeichern von PDF-Dateien (auch mehrseitige) sowie zum Erzeugen mehrseitiger TIFF-Dateien. Weiterhin können jetzt Bilder im Stapelbetrieb beschnitten und auch nach den Exif-Daten (Datum, Zeit) umbenannt werden.
Seit der Version 3.1 gibt es neben der englischen eine mehrsprachige Version in Dänisch, Niederländisch, Französisch, Deutsch, Ungarisch, Italienisch, Norwegisch, Polnisch und Spanisch.
Mit Version 3.3 wurden weitere Bildbearbeitungsfunktionen wie Helligkeit, Kontrast, Gammakorrektur, Sättigung, Schärfen und ähnlich hinzugefügt. Des Weiteren wurde die Diashowfunktion erweitert und eine Downloadfunktion von Speicherkarte integriert.
In der im November 2007 erschienenen Version 3.4 wurden Verbesserungen in der Bedienungsoberfläche hinzugefügt, Farbanpassungfunktionen verbessert und Stapelverarbeitung für RAW-Dateien eingeführt. Die im Januar 2008 veröffentlichte Version 3.5 führte kleine Verbesserungen, wie optimierte Bedienungsoberfläche und erweiterte Textformatierung ein. Version 3.6 vom September 2008 brachte dann unter anderem Unterstützung für 64-Bit-Windowssysteme, erweiterte Stapelverarbeitungsfunktionen und verbesserte Videounterstützung. In Version 3.7 wurden einige Funktionen verbessert, Fehler beseitigt und die Unterstützung des RAW-Formates Panasonic RW2 hinzugefügt. Weitere Verbesserungen und Fehlerbeseitigungen gibt es in der Version 3.8, die erstmals als einheitliche Version (englisch und 14 weitere Sprachen) veröffentlicht wurde. Neu in dieser Version sind Sprechblasen, wählbare Anzahl der Kopien im Druckdialog sowie Farben-Subsampling (auch „Chroma Subsampling“ genannt). Version 4 verfügt u. a. über eine verbesserte Bedienung und neue Rahmeneffekte und verarbeitet im Bild enthaltene GPS-Informationen. In Version 4.3 wurden folgende neue Funktionen hinzugefügt: Kopier- und Reparaturstempel, automatische Farbkorrektur, Schatten oder Lichter aufhellen/abdunkeln, Tonwertkorrektur, Gradationskurven verändern, unscharf maskieren, Bleistiftzeichnung- und Ölfarben-Filter, neue Zeichenelemente für Textobjekte, Einstellung der Reihenfolge von Bildern, Unterstützung des EPS- sowie des Sony-SR2-Formates, überarbeitetes Speichermanagement.
Neu in Version 4.7: Touch-Interface in der gesamten Anwendung, neue Mausgesten zum Bilderwechsel, verbesserte Dialoge für Kopieren/Verschieben, Begradigen/Drehen, Bildschirmhintergrund, Bildvergleich und Drucken, zusätzlicher Browsermodus, Tool zum Reduzieren des Bildrauschens, aktualisierte RAW-Format-Bibliothek, wahlweise neue Oberfläche
Neu in Version 4.9:
„Design und Print“ hinzugefügt, womit es möglich ist, mehrere Bilder mit Text und Effekte auf eine Seite zu drucken.
Verbesserte „Gradationskurven“. Durch Klicken und Ziehen im Bild können die Kurven direkt eingestellt werden. Die Endpunkte der Kurven sind einstellbar.
Option „Papiergröße“ für die Registerkarte Stapelkonvertierung hinzugefügt.
Option „Automatische Größe“ zum Tool „Bilder einscannen“ hinzugefügt.
Zusätzliche Unterstützung von Videodateien (avi, mpeg, mpg, wmv, mov, mp4) bei der Stapelumbenennung.
„Anzeigen in Google Maps“ und „Anzeigen in Google Earth“-Tasten im „Bild-Eigenschaften“-Fenster hinzugefügt. Ist dann sichtbar, wenn das Bild GPS-Informationen enthält.
Weitere kleine Verbesserungen und Bugfixes.